# Ривас-Васијамадрид
Ривас-Васијамадрид (шп. Rivas-Vaciamadrid) град је у Шпанији у аутономној заједници Мадрид у покрајини Мадрид. Према процени из 2008. у граду је живело 85.893 становника.

## Становништво
Према процени, у граду је 2008. живело 64.808 становника.
| 1981. | 1991.  | 2001.  |
| ----- | ------ | ------ |
| 653   | 14.863 | 35.742 |